# د ۳ پابلیشر
د ۳ پابلیشر (株式会社ディースリー・パブリッシャー) همچنین با نام د ۳ گو (D3 Go!) در آمریکای شمالی، یک ناشر بازی ویدئویی است که در ۵ فوریهٔ ۱۹۹۲ بنیان نهاده شده و مدیر فعلی آن یوجی ایتو است. این ناشر برای انتشار بازی‌های ویدئویی ساده و ارزان مشهور است. د ۳ نخستین بار برای انتشار بازی ویدئویی، موسیقی و کتاب بنا نهاده شد و دلیل نامگذاری آن هم همین است اما امروزه تنها در زمینهٔ بازی‌های ویدئویی فعالیت می‌کند.
د ۳ پابلیشر بازی‌های خود را برای گیم بوی ادونس، نینتندو دی‌اس، نینتندو ۳دی‌اس، پلی‌استیشن همراه، ویتا، ۲ و ۳، نینتندو گیم‌کیوب، وی، اکس‌باکس ۳۶۰ و وی یو منتشر می‌کند.
میان سال‌های ۲۰۰۷ تا ۲۰۱۴، د ۳ پابلیشر یک استودیوی ساخت بازی در کارولینای شمالی داشت. در ۲۰۰۹، باندائی نامکو هلدینگز، سهم بزرگی از د ۳ را بدست آورد و هم‌اکنون ۹۵ درصد از سهام د ۳ را دارا است.

## نمونه بازی‌های منتشر کرده در آمریکا و ژاپن
- بن ۱۰:محافظ زمین
- بخش تاریک
- نئون جنسیس اونگلیون
- بایوشاک ۲